# 维塔利·沃罗特尼科夫
维塔利·伊万诺维奇·沃罗特尼科夫，（俄语：Вита́лий Ива́нович Воротнико́в；1926年1月20日—2012年2月20日），苏联和俄联邦政治人物。曾任古比雪夫州州长、沃罗涅日州委第一书记、苏联驻古巴特命全权大使、俄罗斯苏维埃联邦社会主义共和国部长会议主席、俄罗斯苏维埃联邦社会主义共和国最高苏维埃主席团主席等职务。

## 生平
- 1926年1月20日出生于苏联沃罗涅日的一个工人家庭。
- 1940年-1942年2月，沃罗涅日航空学院学习。
- 1942年2月-7月，沃罗涅日捷尔任斯基机车修理厂工人。
- 1942年10月-1944年，古比雪夫第18飞机维修厂工人。
- 1944年-1947年，古比雪夫航空学院学习。1947年加入联共（布）。
- 1947年-1955年9月，古比雪夫航空第18飞机维修厂第34机械车间技术员、技术和标准化局副局长、局长、工厂首席技术专家。期间，1948年-1954年，古比雪夫航空学院夜校学习。
- 1955年9月-1959年，苏共古比雪夫航空第18飞机维修厂党委书记。
- 1959年-1960年1月，古比雪夫航空第18飞机维修厂技术控制部部长。
- 1960年1月-9月，苏共古比雪夫州委工业和交通运输部部长。
- 1961年9月-1963年1月，苏共古比雪夫州委书记。
- 1963年1月-1964年12月，苏共古比雪夫州委工业委员会党委第二书记。
- 1965年-1967年3月，苏共古比雪夫州委第二书记。
- 1967年3月-1971年2月，古比雪夫州州长。
- 1971年2月-1975年7月，苏共沃罗涅日州委第一书记。
- 1975年7月-1979年4月，俄罗斯苏维埃联邦社会主义共和国部长会议第一副主席。
- 1979年4月-1982年7月，驻古巴共和国特命全权大使。
- 1982年7月-1983年6月，苏共克拉斯诺达尔边疆区党委第一书记。
- 1983年6月-1988年10月，俄罗斯苏维埃联邦社会主义共和国部长会议主席。
- 1988年10月-1990年5月，俄罗斯苏维埃联邦社会主义共和国最高苏维埃主席团主席。期间，1989年12月-1990年6月，苏共中央俄罗斯局委员。
- 1990年7月起退休。
- 2012年2月19日于莫斯科逝世，享年86岁。葬于特罗耶库罗夫公墓。

沃罗特尼科夫是苏共23-27大代表；第24-27届中央委员,第26届中央政治局候补委员，第26-27届中央政治局委员；第8-11届苏联最高苏维埃联盟院代表；第6-7、10-11届俄罗斯苏维埃联邦社会主义共和国最高苏维埃代表。

## 荣誉
苏联：
- 社会主义劳动英雄称号（1986）
- 四次列宁勋章（1971,1973,1982,1986）
- 十月革命勋章（1976）
- 一级卫国战争勋章（1985）
- 三次劳动红旗勋章（1957,1966,1981）
- 荣誉勋章（1961）
- 三次苏联农业展览会金质奖章

古巴：
- 团结勋章（1982）

俄联邦：
- 荣誉勋章（2001）[3]